# Strada europea E87
La E87 è una strada europea che collega Odessa ad Adalia. Come si evince dalla numerazione, si tratta di una strada intermedia con direzione nord-sud.

## Percorso
La E87 è definita con i seguenti capisaldi di itinerario: "Odessa - Izmaïl - Reni - Galați - Tulcea - Constanza - Varna - Burgas - Marinka - Zvezdec - Malko Tărnovo - Dereköy - Kırklareli - Babaeski - Havsa - Keşan - Gallipoli - Eceabat ... Çanakkale - Ayvalık - Smirne - Selçuk - Aydın - Denizli - Acıpayam - Korkuteli - Adalia".